# Alquiza
Alquiza (oficialmente en euskera: Alkiza) es un municipio del centro de Guipúzcoa, de carácter rural, al noroeste de la comarca de Tolosaldea. 27 kilómetros al sur de San Sebastián. En 2016 tenía 346 habitantes, de los cuales el 88,8% eran vascófonos. Es municipio independiente desde 1731, anteriormente dependía de Tolosa y de San Sebastián.
La plaza del pueblo se encuentra a 340 metros sobre el nivel del mar y en ella están la escuela, el ayuntamiento, el frontón y la iglesia parroquial. El municipio cuenta con más de 40 caseríos y casas dispersas. 
A sus habitantes se les apoda en euskera oiloak (gallinas).
La fiesta mayor de la villa es el 8 de septiembre.

## Geografía
Alquiza se halla al este de la sierra de Hernio. El terreno del término municipal es mayormente de gran pendiente, encontrándose la zona más llana en el barrio Arana.

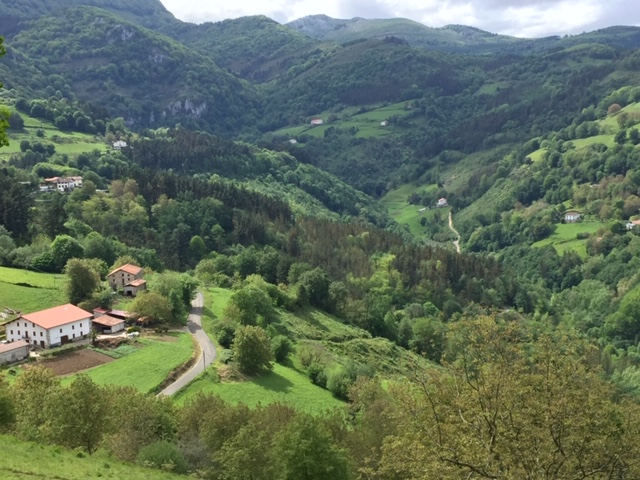
Típica orografía de Alquiza. En primer término, los caserios Etxabe y Etxabegoien en el barrio Azaldegi. Al fondo el monte Gazume. En el plano intermedio, caserios de los barrios Hernio y Aldapa

Tiene clima atlántico típico. El hecho de que las nubes procedentes del mar queden adheridas a la sierra de Hernio no es raro cuando sopla el viento del noroeste, por lo que goza de un clima húmedo.
Al ser la sierra de Hernio una formación caliza, en los terrenos de Alquiza existen numerosas estructuras kársticas, como cuevas, simas y dolinas. Asimismo, algunas de las regatas que recorren el municipio permanecen secas si no llueve mucho. Lo mismo ocurre con la cascada de Amixuri.
El complejo Leize Haundia 2/Sabe-saia es la estructura kárstica más importante de Alquiza. Las dos cuevas forman un sistema de 340 m de profundidad, 2 km de galerías y un arroyo en su interior.
Las cumbres más destacadas son Herniozabal (1010 m), Herniotxiki (820 m), Enaizpuru (731 m), Alluts (687 m), Beleburu (619 m) al oeste y Mendiola (431 m) al este.
En el término municipal de Alquiza se encuentra la cuarta parte la Zona de Especial Conservación Hernio-Gazume.
Está conectado con Anoeta y Asteasu a través de la carretera GI-3630. El ramal de Asteasu se inauguró en 1952 y el de Anoeta en 1957. Hasta entonces, los caminos vecinales y rurales unían Alquiza con los pueblos cercanos.

### Hidrografía
Como se ha mencionado anteriormente, Alquiza es una zona kárstica, por lo que las aguas de lluvia y deshielo van al subsuelo en gran proporción. Por ello, algunas regatas solo conducen agua en caso de precipitación intensa y, en otras, hay aguas superficiales solo en algunos tramos del cauce.
Son dos los principales arroyos de Alquiza:
- El arroyo Mandabe atraviesa el barrio de Arana y vierte sus aguas en el término de Anoeta al río Oria. Nace en la fuente llamada Bidania erreka, donde afloran las aguas del complejo Leize/Haundia 2/Sabe-saia. Entre los habitantes de Alquiza se pensaba que las aguas de esta fuente procedían del otro lado del Hernio, concretamente de Vidania, y de ahí su nombre.
- El arroyo Aranguren nace junto al caserío del mismo nombre y discurre por el barrio de Aldapa. Vierte sus aguas en el arroyo Asteasu, afluente del Oria. A este arroyo se le denomina Arraiaga aguas abajo del puente de Egurrola.

### Municipios colindantes
Alquiza limita al norte con Larraul y Asteasu; al sur con Hernialde, Tolosa, Albíztur y Bidegoyan; al este con Anoeta; y al oeste con Régil.

## Historia
Las primeras huellas humanas en Alquiza datan de la Edad del Bronce. Piezas cerámicas en la cueva de Olatzazpi y el túmulo del paraje denominado Itzuregi son ejemplo de ello.
Las primeras referencias escritas sobre Alquiza son de 1348. De hecho, por encargo del rey de Castilla Alfonso XI se elaboró la lista de los hijosdalgo de Tolosa. En esta lista aparecen varios caseríos de Alquiza. Alquiza se menciona asociada administrativamente a Tolosa. En 1396 Tolosa reconoció a Alquiza el derecho de elegir su jurado. A causa de los impuestos, Alquiza y otros pueblos de Tolosaldea tuvieron litigios con Tolosa desde 1435. Dentro de este proceso, Alquiza decidió adscribirse en 1450 a San Sebastián, pero esto no se materializó legalmente hasta que Tolosa y San Sebastián firmaron en 1479 un acuerdo en la Casa Torre Berroeta de Andoáin. Aduna también fue parte del mismo caso y pasó a ser término de San Sebastián.
Entre los siglos XV y XVIII, Alquiza se autogobernaba como concejo abierto, aunque también se nombraban jurados y regidores para las decisiones cotidianas.

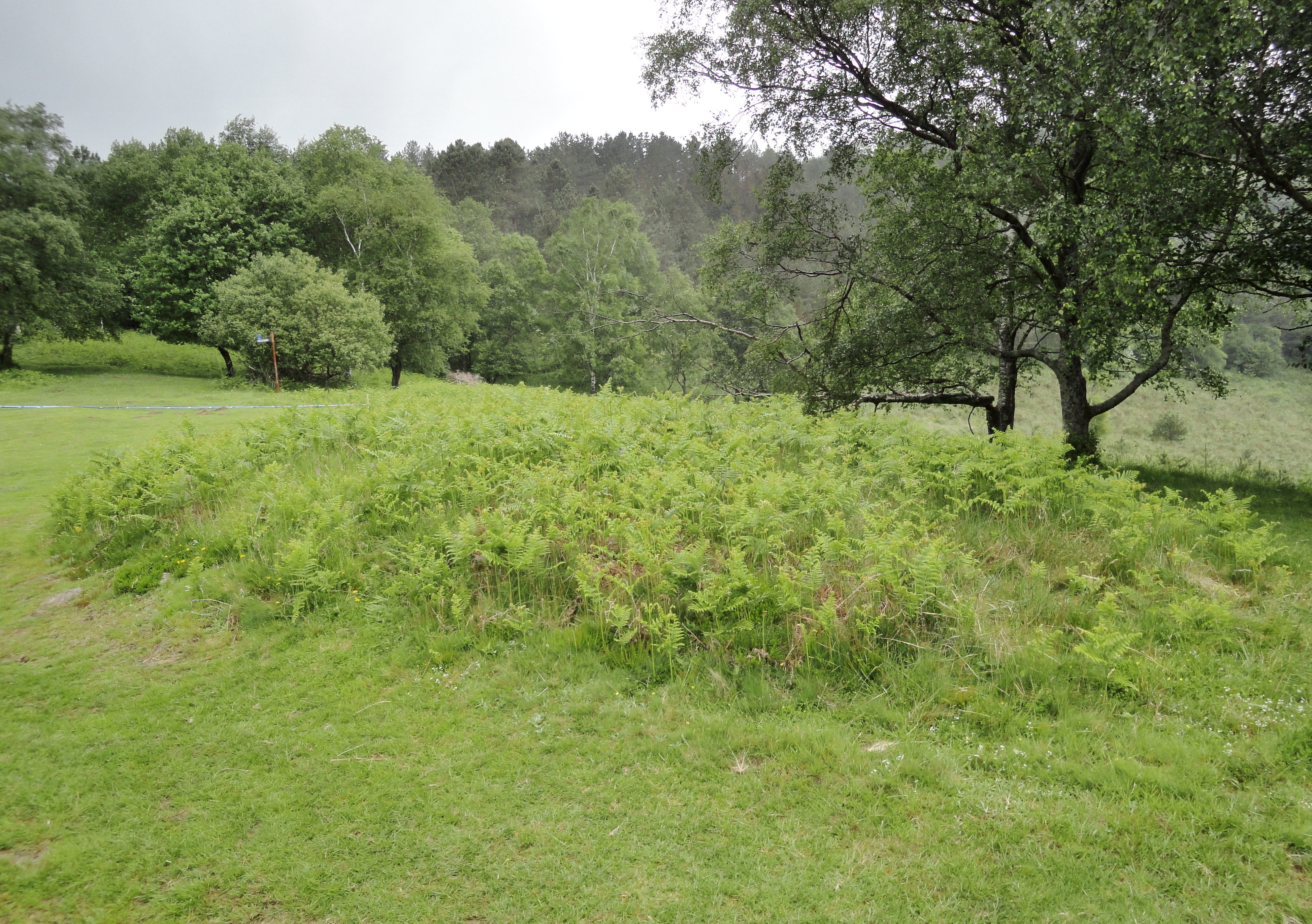
Túmulo de Itxurain, Edad del Bronce

A finales del primer tercio del siglo XVIII llegó el momento más importante de la historia de Alquiza: convertirse en municipio. El 21 de enero de 1731 fue declarada villa por el rey Felipe V y separada de San Sebastián. La lejanía a San Sebastián fue la razón más importante para llevar a cabo esa secesión. Miguel Irazusta fue el primer alcalde. Ese mismo año se definieron oficialmente los límites de Alquiza con los pueblos de la zona y se procedió a la designación de cada uno de los mojones. El límite de Asteasu, por ejemplo, fue delimitado por los mojones de Olatza, Arizmendi, Zalminaga y Arraiaga. 54 hogares constituyeron el nuevo municipio.
Al convertirse en municipio independiente, Alquiza adquirió el derecho de participar en las Juntas Generales de Guipúzcoa. Ello tenía un coste económico y Alquiza le propuso unirse a Anoeta para compartir gastos. En 1742 los dos pueblos fundaron la unión Ainssu para su representación en las Juntas Generales. A las Juntas Generales de 1743 asistieron representantes de ambos municipios; a las de 1744 fueron los de Anoeta; a las de 1754 los de Alquiza y así sucesivamente. El acuerdo fue de veinte años y fue renovado en 1762, 1781 y 1805. Este último no tenía plazo de finalización.
En 1815 se adhirió Hernialde a Ainssu y a la unión ampliada se le denominó Ainssuberreluz.
A principios del siglo XIX se produjo la privatización de los terrenos comunales en Alquiza. El primer movimiento se produjo a causa de las deudas derivadas de la guerra de la Convención, y así el pueblo autorizó al Ayuntamiento en 1797 la venta de terrenos comunales. La primera subasta de terrenos comunales se celebró en 1799 y el Ayuntamiento vendió 53 lotes. Desde esa fecha hasta 1814, el Ayuntamiento realizó seis subastas para la enajenación de terrenos comunales. En 1810 se subastaron además otros bienes, como los molinos de Olaa y Goiko Errota en el barrio Aldapa e Igaran en el barrio Arana. A finales del siglo XVIII la mitad de los terrenos del municipio eran públicos y entre 1799 y 1845 el Ayuntamiento subastó 682 parcelas comunales de 5,3 km². Los terrenos comunales se redujeron a una superficie de 0,4 km².

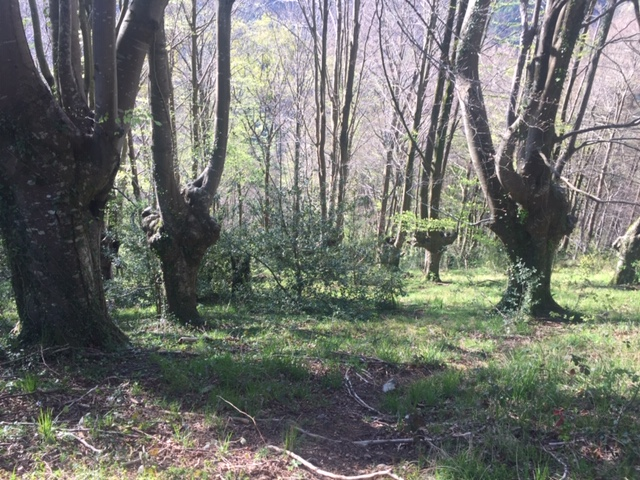
Hayedo de hayas trasmochas plantadas perteneciente al derruido caserío Iribeiti (barrio Arana). Este hayedo fue plantado con el propósito de aprovecharlo para carbón y leña

Esta privatización afectó gravemente a la economía del ayuntamiento. De hecho, el mismo conseguía grandes recursos económicos vendiendo leña, carbón vegetal, castañas y demás. Esto provocó, por ejemplo, la pérdida en 1801 de los notarios residentes que Alquiza tenía desde 1749. También desaparecieron los guardas forestales responsables de los bosques y viveros municipales.
Las dos guerras carlistas del siglo XIX afectaron poco a Alquiza. Durante la primera guerra carlista, entre 1836 y 1838, los carlistas confiscaron a sus dueños liberales sus caseríos y obligaron a los inquilinos a pagar las rentas a las autoridades carlistas: Aginaga, Aginaga-Saletxe y Basazabal a José Antonio Garagarza; Elizegi Garaikoa, Garmendia Garaikoa, Gilisagasti y Urruzola Azpikoa al brigadier Aranguren y Aranguren Berri a Manuel Joaquín Soraiz. Durante la tercera guerra carlista sucedió en 1873 el llamado encuentro de Alquiza. Se sospechaba que el cura Santa Cruz estaba en la zona de Hernio y los miqueletes y las tropas liberales fueron a buscarle. No encontraron a nadie y decidieron descender del collado a Zelatun a Alquiza. Al entrar en el pueblo los recibieron con disparos, pero los liberales expulsaron a los carlistas cargando a bayoneta. Por otra parte, fue frecuente que Santa Cruz tomara albergue en la casa cural de Alquiza, cuyo párroco era ferviente carlista.
El servicio de correo comenzó en 1873 con dos carteros. Uno de ellos realizaba el recorrido Azpeitia-Alquiza-Larraul-Asteasu y el otro, Tolosa-Alquiza-Larraul-Asteasu.
En 1885 el ayuntamiento decidió hacer llegar el telégrafo y el teléfono al pueblo. Estos servicios tuvieron su sede en la taberna municipal. El teléfono no se extendió a todos los hogares del municipio hasta principios de los años 80. Por otro lado, el Ayuntamiento decidió establecer en 1896 el sistema métrico de pesos y medidas en el municipio.
En 1911 cuatro alkizarras, Ignacio Urruzola de Garaikoetxea, Eusebio Zubiaur de Arritzaga, Markos Bengoa de Zumitza y Fermín Roteta de Antzieta, construyeron una central hidroeléctrica en los terrenos del caserío Bentzalaga, en el arroyo Mandabe. De esta manera se consiguió que la electricidad llegara a los hogares de Alquiza. Esta central fue pionera de la actual Elektralkiza. La energía eléctrica de Alquiza fue producida por el arroyo Mandabe hasta 1971, cuando la empresa Iberduero instaló dos centros de transformación en el municipio.
El primer automóvil llegó a Alquiza el dos de noviembre de 1930 conducido por uno de los propietarios de la papelera Echezarreta, Larrion y Aristi de Irura.

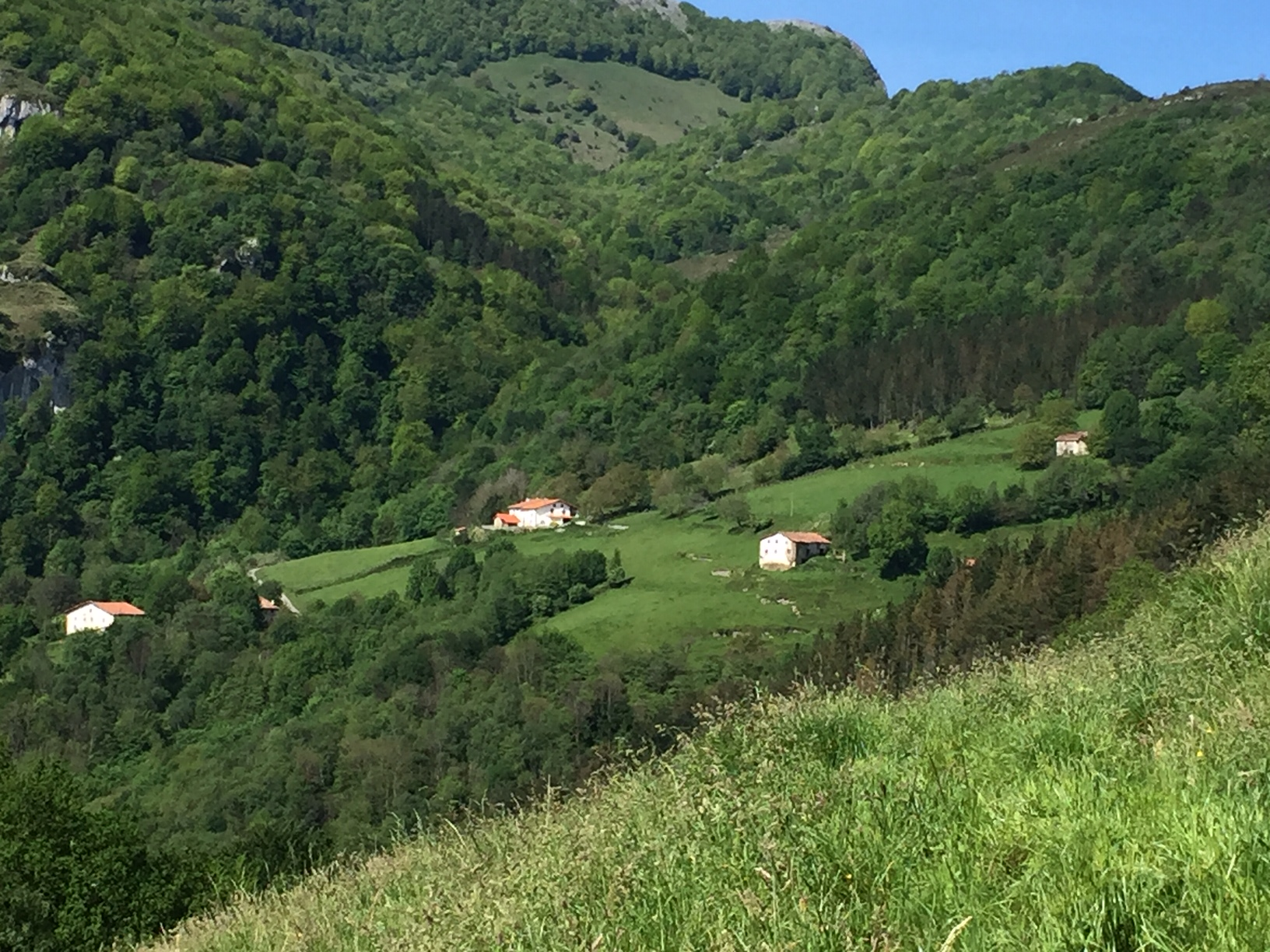
De izquierda a derecha, los caserios Arantzabene, Aritzategigaraikoa, Ttonttorra y Pedrojuanene del barrio Hernio. Actualmente solo Aritzategigaraikoa está habitado y consta de tres viviendas

## Demografía
Alquiza cuenta con una población de 364 habitantes (INE 2024).
| Gráfica de evolución demográfica de Alquiza entre 1842 y 2021                                                       |
| |
| Población de derecho según los censos de población del INE Población de hecho según los censos de población del INE |

En el momento que aparece la primera documentación escrita sobre Alquiza, es decir, en el siglo XIV, se estima tenía unos 60 habitantes; a principios del siglo XVII eran alrededor de 230 y cuando se constituyó como municipio, unos 270. A comienzos del siglo XIX vivían en Alquiza más de 350 personas. Los primeros datos exactos del número de habitantes son de mediados del siglo XIX. En la tabla siguiente se muestra la evolución de la población de Alquiza a partir de 1851. 
Desde principios del siglo XX, la población ha ido disminuyendo paulatinamente, disminución que se aceleró desde la década de 1960 hasta finales de siglo. El número de habitantes alcanzó el mínimo en 2000, con solo 264. 
A comienzos del siglo XXI la población de Alquiza era comparable a la que tenía cuando se convirtió en municipio. Esto tiene una explicación sencilla desde el punto de vista de la estructura económica y familiar del municipio. Desde mediados del siglo XX, el caserío dejó de ser el motor de la economía local. Los alkizarras empezaron a ir a trabajar a la industria y a los servicios situados en localidades cercanas, como Asteasu, Anoeta o Tolosa. Al mismo tiempo, las familias extensas que necesita la economía rural empezaron a reducirse, pasando de seis a siete vástagos a solo dos o tres.

## Economía
Hasta mediados del siglo XX, la actividad económica principal de Alquiza ha sido la agricultura y actividades relacionadas, como la herrería o los molinos.
La actividad agraria se ha organizado en torno al caserío y ha sido en gran medida una economía de subsistencia. Lo necesario para vivir se producía principalmente en el caserío. A diferencia de otras comarcas guipuzcoanas, no parece que el pastoreo haya tenido un gran peso en la economía de los caseríos de Alquiza.
Alquiza ha contado históricamente con tres molinos: Igaran, en el barrio Arana sobre la regata Mandabe, y Olaa y Goiko Errota en el barrio Aldapa sobre la regata Aranguren. Estos dos últimos molinos estuvieron activos hasta 1953. Se molía maíz y trigo.
En el siglo XVI, cabe destacar la ferrería de Egurrola, que tuvo una actividad muy importante entre 1511 y 1615. La ferrería fue destruida por una gran riada. En 1514 la ferrería quedó exenta de impuestos por un edicto de la reina de Castilla Juana I. 
La actividad carbonera ha sido un complemento monetario importante para los labradores de Alquiza, que vendían el carbón a la industria y hogares de los municipios cercanos, como Tolosa. La madera de los bosques de Hernio es una materia prima muy adecuada para fabricar carbón vegetal. Esta actividad moldeó la estructura de los bosques de Alquiza, imponiendo los hayas trasmochos. Esta actividad sobrevivió hasta principios de los años 60. En la década de 1950 podían estar encendidas al mismo tiempo una docena y media de carboneras.
Entre 1945 y 1950 un grupo de emprendedores, entre ellos el alcalde de Alquiza, Mateo Aranburu, construyó un sistema de cables, poleas y postes que bajaba la madera colgando de los mismos desde los hayedos de la peña Zopite, en el término de Alquiza, hasta el caserío Konporta de Asteasu. Esta madera era vendida por los dueños del cable a los hornos panaderos.
En las últimas décadas del siglo XX, Alquiza contaba con un pequeño polígono industrial junto al barrio Umanea de Asteasu, que ya no tiene actividad. Baldosas Jarri fue la principal empresa local.
En la actualidad, Alquiza tiene una actividad económica propia muy débil y los vecinos en activo trabajan principalmente fuera del municipio, ante todo en la industria y servicios de la comarca. Es de señalar la presencia de un grupo significativo de profesores universitarios entre los vecinos de Alquiza.
En 2020, dos explotaciones agrarias, el agroturismo Lete, la bodega de Txakoli Inazio Urruzola, el bar municipal, la minicentral hidroeléctrica Elektralkiza y una empresa de afilado conforman el tejido productivo de Alquiza.

## Administración y política

### Gobierno municipal
Al ser declarada villa, se tuvieron que empezar al elegir los alcaldes en Alquiza. Como se ha mencionado anteriormente, el primero fue Miguel de Irazusta, arquitecto alkizarra afincado en Madrid. Las ordenanzas municipales establecieron que los sucesivos alcaldes debían de residir en la villa, de tal manera que Jerónimo Alkizalete sucedió a Irazusta. Hasta mediados del siglo XIX, los alcaldes se elegían en los primeros días del año natural, y para ser candidatos debían ser hidalgo y propietarios de caserío de primera categoría. Se elegían para un año, aunque hay algunas excepciones, por ejemplo, Gregorio Arantzabe que fue elegido para 1808 y 1809.
En 1845, tras la primera guerra carlista, el sistema electoral cambió y, entre otras cosas, se prolongó el mandato de los alcaldes.

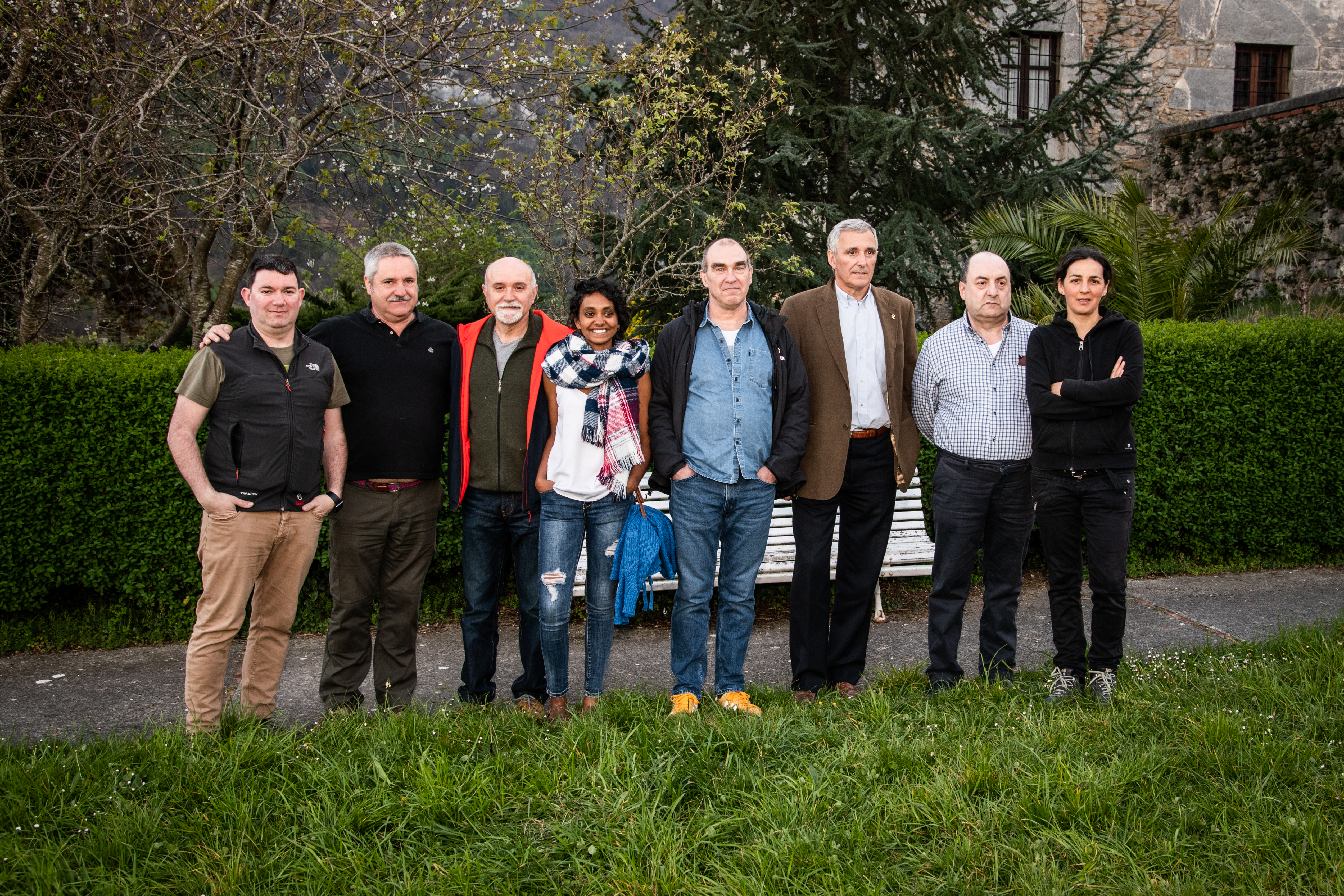
Equipo de gobierno municipal en la legislatura 2019-2023. De izda a der.: Unai Sorarrain, Koldobika Jauregi, Joserra Hernández, Shrabani Arantzabe, Gillermo Otegi, Inaki Irazabalbeitia (alcalde), Pepe Arantzabe e Ina Soria

En 1931, en las elecciones municipales que llevaron a la proclamación de la Segunda República, Krispin Sorarrain fue elegido alcalde ocupando su cargo hasta 1934. Le siguió José Tolosa. El 27 de agosto de 1936, ya estallada la guerra civil española, la Junta de Burgos, fiel a los golpistas, procedió a la destitución de José Tolosa y del resto de concejales: Krispin Sorarrain, José Luis Iruretagoiena y Simón Ugalde, y nombró alcalde a Matías Aranburu, teniente de alcalde a Pantaleón Iruretagoiena, y concejales a Juan Bautista Altuna, Francisco Uzkudun, Pedro Otegi y Juan Cruz Urruzola.
Al término del franquismo, en las primeras elecciones municipales de 1979, Bittor Sorarrain Lasa, sobrino de Krispin, fue elegido alcalde de la lista independiente Alkizako Herriaren Alde. Antonio Zubiaurre Otegi fue alcalde de la villa desde 1983 hasta su fallecimiento en 2004, en nombre de Euskadiko Ezkerra primero y de la lista independiente Alkizako Abertzale Ezkertiarrak desde 1995. En 2004 Jon Roteta tomó posesión de la alcaldía y permaneció en el cargo hasta 2011. En las elecciones de 2011 y 2015, Jon Umérez Urrezola fue elegido alcalde e Inaki Irazabalbeitia Fernández en las de 2019. Desde 1995 todos los electos municipales de Alquiza lo han sido en la candidatura Alkizako Abertzale Ezkertiarrak.
| Partido político                    | 2015  | 2015       | 2011  | 2011       | 2007  | 2007       | 2003  | 2003       | 1999  | 1999       | 1995  | 1995       |
| Partido político                    | %     | Concejales | %     | Concejales | %     | Concejales | %     | Concejales | %     | Concejales | %     | Concejales |
| Alkiza Abertzale Ezkertiarrak (AAE) | 86,83 | 7          | 81,19 | 7          | 88,96 | 7          | 93,29 | 7          | 77,25 | 7          | 95,36 | 7          |
| Partido Popular del País Vasco (PP) | 1,20  | 0          | 0,00  | 0          | 2,45  | 0          | 1,83  | 0          | —     | —          | —     | —          |

En las elecciones a Juntas Generales, Parlamento Vasco, Cortes y Europeas, el voto a candidaturas nacionalistas vascas supera con holgura el 80 % de los votos emitidos.

### Organización administrativa
En 1775 el Ayuntamiento dictó un decreto por el que se organizaba la recogida de helecho, hojarasca y similares para las camas del ganado de los terrenos comunales. En el mismo se dividía el municipio en cuatro barrios: Azaldegi, Aldapa, Arana Behea y Arana Goikoa. El centro se ubicó en el caserío Otsamendi y el término municipal se dividió en cuatro cuartos para llevar a cabo esta distribución.
En el momento en que se establecieron las cuotas para el pago del médico de la localidad en 1847, el municipio se dividió nuevamente en cuatro barrios: Azalegi, Aldapa, Arana y Herriburua. En 1884 el barrio Aldapa se dividió en dos: Aldapa y Hernio. El barrio Sakamidra fue organizado en 1940, juntando varios caseríos de Arana y Azalegi.
Además del núcleo urbano, denominado Plaza por los naturales, Alquiza se divide actualmente oficialmente en cinco barrios: Aldapa (limita con Larraul), Arana (zona llana de la carretera de Anoeta), Azaldegi (a ambos lados de la carretera de Asteasu), Hernio (a los pies del macizo de Hernio) y Sakamidra (colindante con el barrio Goi-bailara de Anoeta).

## Cultura
Alquiza es un municipio de gran actividad cultural. A lo largo del año se organizan múltiples actividades culturales, como conferencias, actuaciones musicales, exposiciones y teatro. También se organizan dos semanas culturales, una en San Isidro y otra en San Martín.
Por otro lado, cabe destacar que entre 2008 y 2010 se desarrolló un proyecto cultural impulsado por los vecinos denominado Itxurain, que tenía como objetivo el recoger el patrimonio socio-etnográfico y cultural de la localidad y proyectarlo al futuro como uno de los pilares de las señas de identidad de la comunidad. Se realizaron en total 4 proyectos con la participación de la escuela y decenas de vecinas y vecinos.
Desde 2018 está en marcha la iniciativa Sormenaren Kabia (Nido para la creatividad). Casa año ofrece una beca a dos artistas un espacio de creación artística y el asesoramiento de Koldobika Jauregi durante su estancia en Alquiza.
Por otro lado, junto a la carretera de Asteasu, en el barrio de Azaldegi, se encuentra el Museo Ur Mara, diseñado y gestionado por el escultor Koldobika Jauregi y su esposa, la diseñadora de joyas Elena Cajarabille. Además de la obra de Koldobika y Elena, se reúne, también, la de otros artistas. Asimismo, ofrece una programación anual de conciertos, exposiciones y talleres.
El pintor Juan Luis Goenaga tiene su taller en el caserío Aritzategibarrena del barrio Hernio.

### Lengua
En Alquiza, según datos de 2016, el 88,8 % de la población es vascófona y el uso social de la lengua es del 83,6 %, dato medido en 2017. La escuela unitaria de la localidad escolariza a los alumnos en el modelo D, en el cual la lengua vehicular es el euskera.
El ayuntamiento es desde diciembre de 2019 miembro de la Mancomunidad de Municipios Vascófonos (UEMA).
En Alquiza se habla la variante de Tolosaldea del dialecto guipuzcoano, pero como consecuencia del uso del euskera batua en la educación y en los medios de comunicación y el contacto más frecuente con hablantes de otros dialectos, las generaciones más jóvenes tienen un habla más híbrida.
En el portal Ahotsak hay recogidas grabaciones con 8 personas, 5 hombres y 3 mujeres nacidas entre 1917 y 1941, que son muestra del euskara tradicional de Alquiza.

### Educación

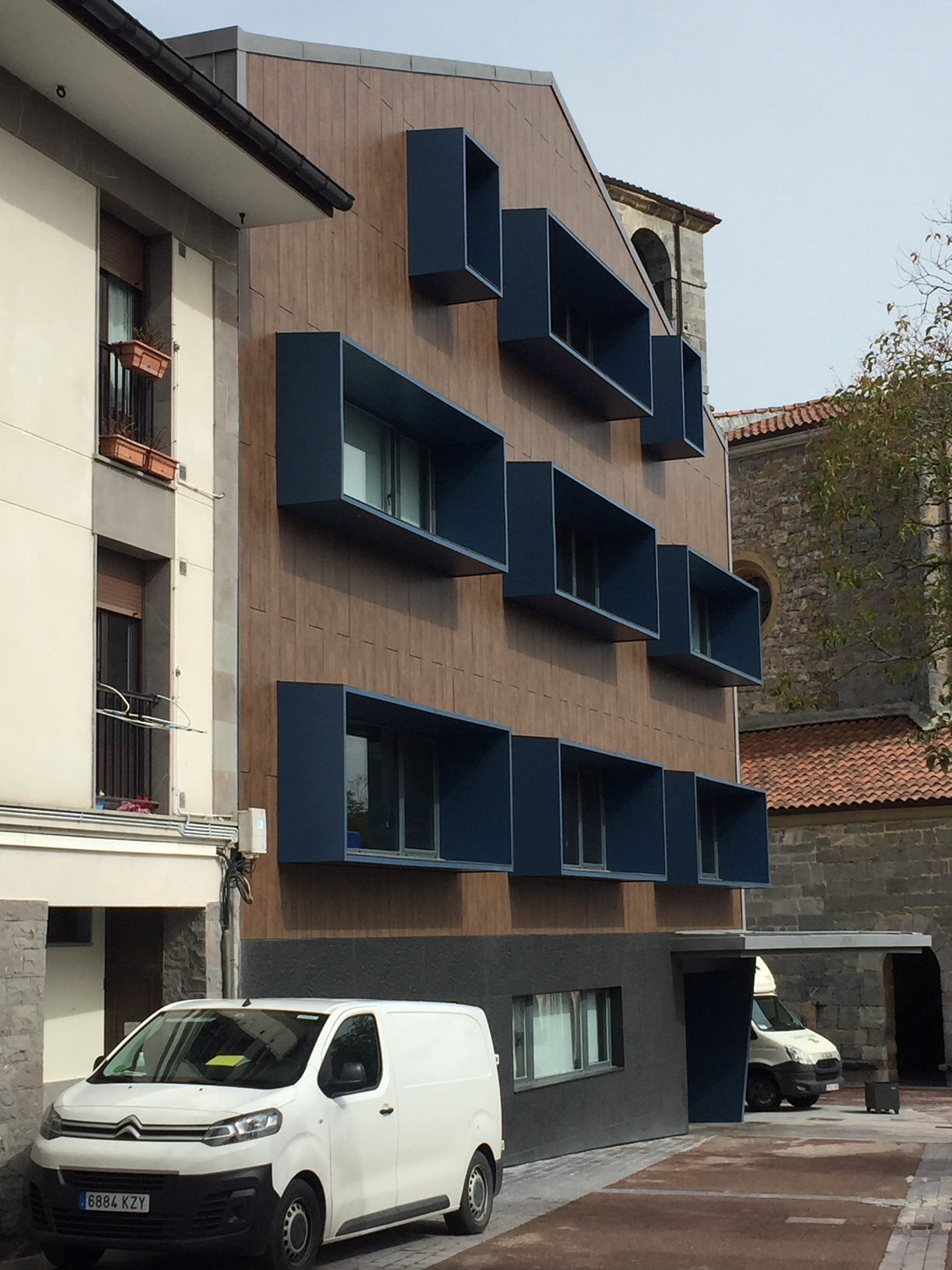
Escuela unitaria de Alquiza. Nuevo edificio finalizado en 2020

Poco tiempo después de ser declarada villa, el ayuntamiento de Alquiza decidió ocuparse de la educación de sus vecinos. En 1749, en el acuerdo con el primer notario residente de la villa, Francisco Ignacio Larrunbide, se menciona que dicho notario debía impartir clases de lectura y escritura. Esto fue así hasta 1797, cuando el Ayuntamiento nombra el primer maestro que no era notario: Juan Antonio Irazusta. En el convenio que firmó con el Ayuntamiento se detallan sus obligaciones y derechos: enseñar a las niñas y niños la doctrina cristiana y a leer, escribir y contar. Excepto en el caso de las familias pobres, todas las familias pagaban con trigo al maestro, que además percibía el salario estipulado por el Ayuntamiento. La escuela estaba situada en el edificio consistorial. El maestro tenía también la función de mantener el reloj de la torre de la iglesia parroquial.
En 1816, los hermanos y vecinos de la villa Juan Bautista y José Antonio Legarra hicieron reconstruir la casa Migelena, situada al costado del ayuntamiento. En esa casa se ubicó la escuela, y el párroco Juan Bautista Legarra ejerció en ella de maestro entre 1822 y 1843. Además del maestro se nombró maestra para dar clases a las chicas. La primera de ellas, entre 1823 y 1846, fue Juana María Aranburu. En el testamento realizado por Juan Bautista Legarra en 1845, el edificio de la escuela, ya conocido como Donjuanena, fue cedido al ayuntamiento para su uso como escuela.
La escuela estuvo en ese edificio hasta 1930, cuando se levantó una nueva en el solar de la casa Madrigal.
En marzo de 2020 se ha abierto al uso un nuevo edificio construido por el Departamento de Educación del Gobierno Vasco que viene a sustituir el antiguo que había quedado pequeño y anticuado.
La escuela unitaria de Alquiza imparte educación infantil y primaria. En el curso 2019-2020 se ha matriculado un total de 53 alumnos.
La fiesta de las escuelas unitarias del País Vasco, Eskola Txikien Festa, se celebró en Alquiza en 1999.

### Patrimonio

#### Caserío Alkizalete o Lete
El caserío Alkizalete o Lete está declarado Bien Cultural con la categoría de Monumento. Es de origen medieval, tiene un arco de medio punto y paños de la planta baja de estilo gótico, así como pilares y vigas de madera del siglo XVI. En el escudo de la fachada tiene grabada la fecha de 1212. El caserío actual es un edificio barroco del siglo XVIII.

#### Iglesia de San Martín de Tours
La iglesia parroquial de San Martín de Tours es de estilo gótico y adquirió su forma actual en la segunda mitad del siglo XVI. No se conoce la fecha, pero la experta en gótico guipuzcoano María Asunción Arrazola señala lo siguiente:
'"[...] las obras que se hicieron en Alquiza a finales del siglo XVI se redujeron a perfeccionar la fábrica ya existente, de carácter gótico: mejor dicho, a remozar la iglesia [...] »' 

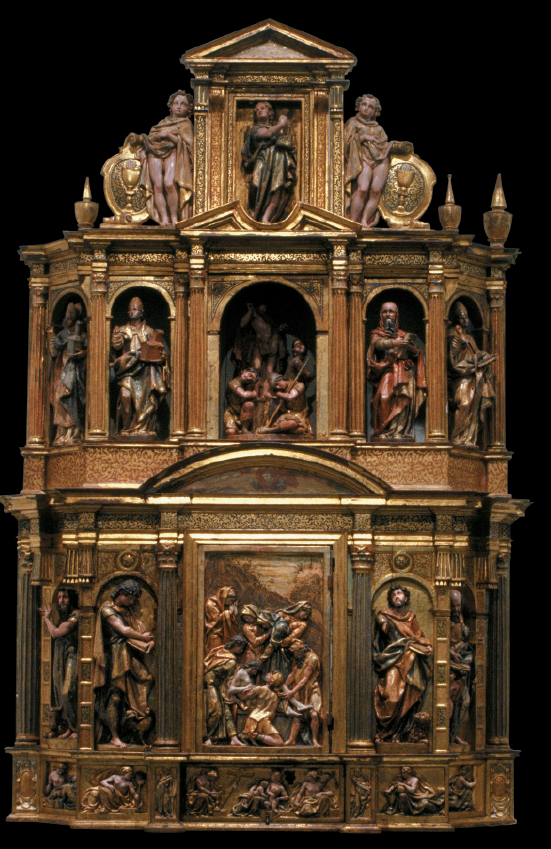
Sagrario de la parroquia de San Martín de Tours obra de Ambrosio Bengoetxea

El edificio original carecía de torre, que fue construida en el siglo XVII.
El primer retablo de la iglesia de San Martín ha sido considerado por algunos como obra del escultor Joanes Antxeta. Sin embargo, el autor fue el escultor de Soravilla Joanes de Arbeiza. No obstante, está documentado que llamaron a Antxeta a Alquiza para hablar sobre el retablo, siendo la principal hipótesis que él solo trabajó como consultor.
De esa misma época es el sagrario de la iglesia, obra de Ambrosio Bengoetxea, hijo del pueblo. Actualmente se encuentra en el Museo Diocesano de San Sebastián, donde fue llevado a restaurar a principios de la década de 1980. A pesar de que el párroco de Alquiza, José Aldasoro, y el director del citado Museo, Edorta Kortadi, acordaron que volvería a Alquiza tras su restauración, esto no se ha materializado.
La torre y la sacristía de la iglesia se construyeron entre 1688 y 1700.
El actual retablo de la iglesia es obra de Miguel de Irazusta, arquitecto alkizarra afincado en Madrid. Recibió el encargo en 1724 y lo finalizó con su nombramiento como primer alcalde del pueblo. En la época del párroco Juan de Irazusta, primo de Miguel, entre 1755 y 1772 se realizaron en la iglesia algunas mejoras significativas: se construyeron el arco del coro, el nuevo suelo de la iglesia y el pórtico y se instaló un reloj en la torre. Este reloj fue reformado en 1841 y 1932. El órgano de la iglesia es de 1928.
Entre 1998 y 2000, la iglesia de San Martín sufrió una profunda restauración que fue financiada en parte con fondos de la Unión Europea.

#### Ermitas de Santiago y de la Santa Cruz
No hay datos sobre la fecha de construcción de la ermita de Santiago. Actualmente forma un conjunto con el cementerio, junto al aparcamiento de la localidad. En la documentación antigua también ha sido llamada hospital. La primera mención documentada de la ermita data de 1528. El nombre del hospital animó a Luis Pedro Peña Santiago a especular que por Alquiza podría haber pasado algún ramal del Camino de Santiago.
Fue bastante habitual que los vecinos de Alquiza hiciesen donaciones a la ermita en sus testamentos. Por otro lado, la parroquia de San Martín encargó al arquitecto Martín Carrera en 1672 el proyecto de construcción de un calvario desde la iglesia hasta la ermita. No hay datos de cuándo se construyó, pero actualmente media docena de cruces siguen en pie.
Pocos años después del encargo a Carrera, el 22 de junio de 1771, el obispado de Pamplona prohibió dar misa en la ermita por encontrarse esta en una situación arquitectónica precaria. Dicha prohibición duró hasta 1832. Ese mismo año, el obispado autorizó la restauración de la ermita, ya que se había tomado la decisión de derribar la otra ermita de la localidad, la de la Santa Cruz.

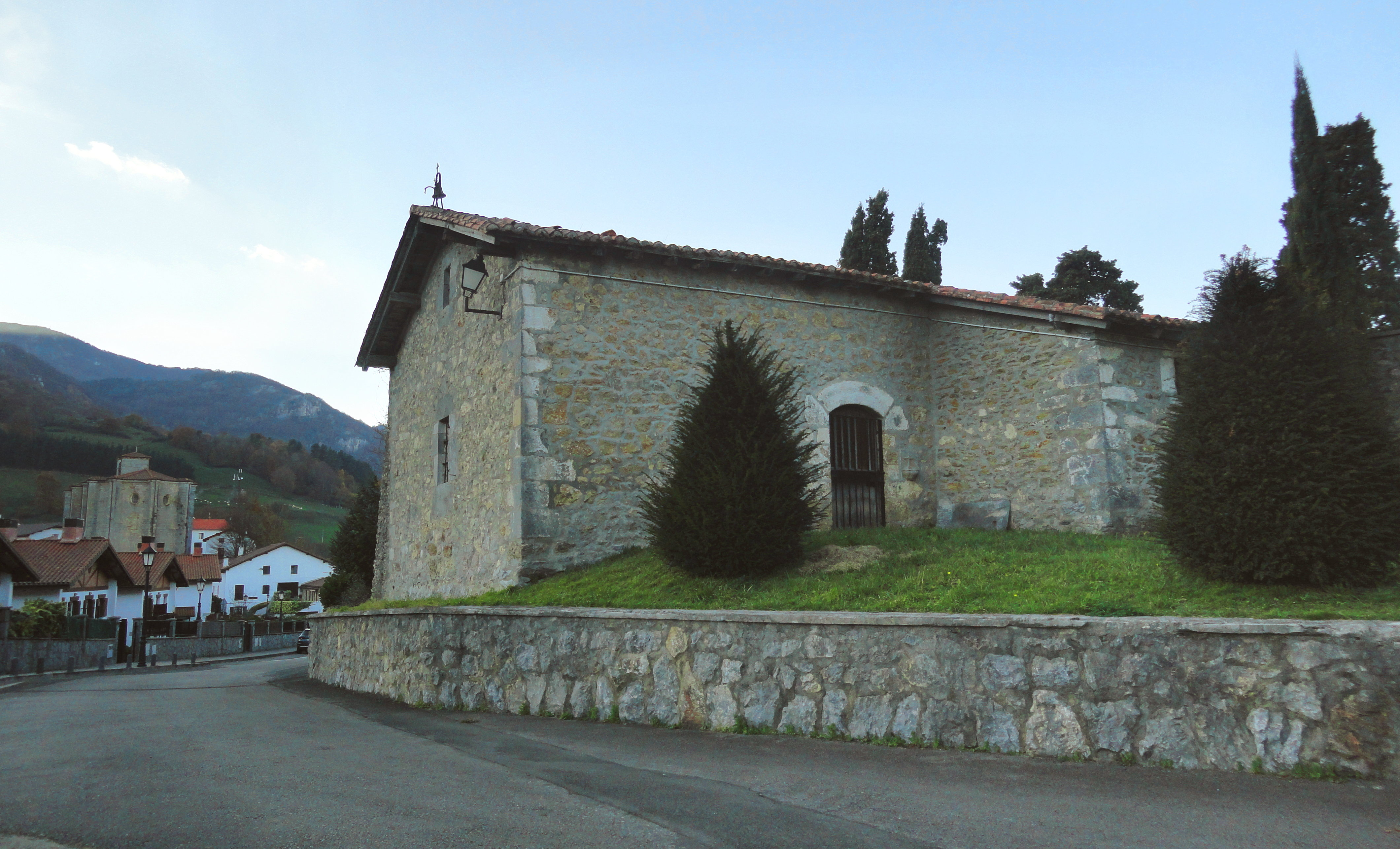
Ermita de Santiago

Se celebraron misas en la ermita de Santiago hasta 1977 y se siguió celebrando la procesión de Viernes Santo, que partía de la parroquia y acababa en la ermita hasta 1979. Actualmente la ermita está desacralizada.
La ermita de la Santa Cruz, alejada del pueblo, se hallaba a media hora de camino del núcleo urbano y a 520 m de altitud. El antiguo camino de Alquiza al Hernio pasa junto a sus ruinas. La primera mención documentada de esta ermita data de 1528. En 1832 se autorizó el derribo de la misma por el obispado de Pamplona, alegando que se hallaba alejada del núcleo urbano y que tenía alguna pared caída.

#### Cementerio
Hasta principios del siglo XVXIII, los muertos se enterraban en la iglesia de San Martín. El cementerio propiamente dicho se construyó en 1708 junto a la ermita de Santiago. Durante más de un siglo, los muertos se enterraron, indistintamente, en la iglesia parroquial o en el cementerio. A partir de 1828, se ha utilizado exclusivamente el cementerio para los enterramientos.
El cementerio fue gestionado por la parroquia de San Martín hasta 1885, cuando el Ayuntamiento invirtió 550 pesetas para la ampliación del mismo. A partir de ahí el Ayuntamiento ha gestionado la infraestructura. En 1945, el cementerio se amplió y adquirió con la configuración actual.
En febrero de 1926 se trasladaron desde la parroquia de San Martín al cementerio los huesos que quedaban de las personas que habían sido enterradas en la misma.

#### Frontón
El juego de pelota se ha practicado desde antiguo en Alquiza, tal como lo indica la toponimia menor: por ejemplo, en los nombres de las fincas como Pelotaleku (lugar donde se juega a pelota) o Mendiola-pelota-lekuazpia (bajo el lugar donde se juega a pelota en Mendiola). La primera referencia documentada aparece en las ordenanzas de 1735, donde se prohibía la práctica de la pelota en el pórtico de la iglesia durante las horas de culto.

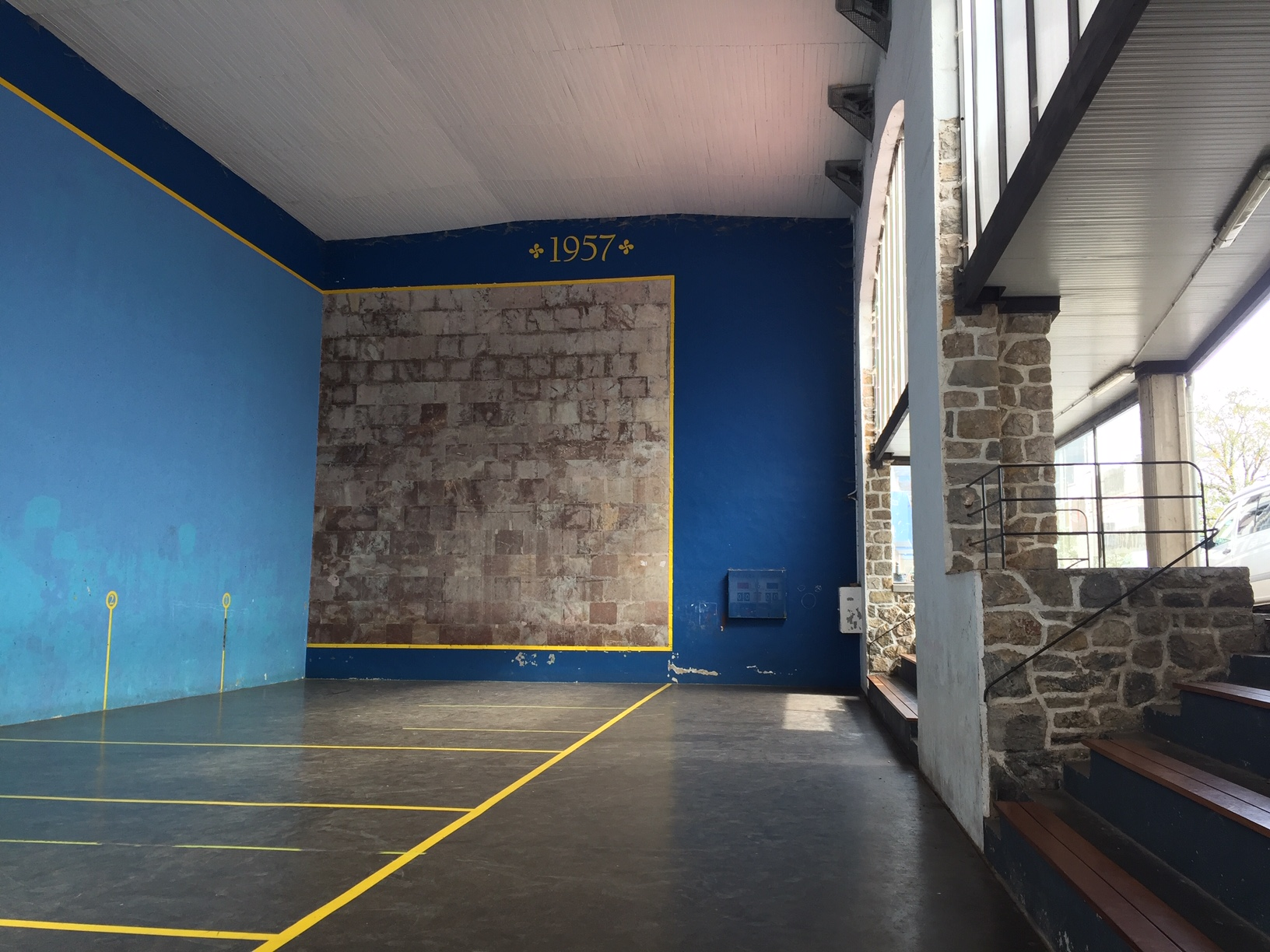
Frotón cubierto, inaugurado en 1957

Sin embargo, el primer frontón de pared izquierda no fue construido hasta 1922, financiado por la papelera Echezarreta, Larrion y Aristi de Irura, dentro de la operación para construir la central hidroeléctrica Elektralkiza. La pared izquierda se construyó contra la iglesia de San Martín y el frontis frente al caserío Katalandegi. Fue una obra importante, ya que no había frontón con pared izquierda en todos los pueblos. El pelotari alkizarra Telesforo Arregi comenta lo siguiente en una entrevista realizada en 2003:
‘En los pueblos de los alrededores no había frontones con pared izquierda y el que tenía afición… todos a Alquiza. Desde Hernialde, desde Asteasu,. En Asteasu solo había un pequeño pórtico…’
El actual frontón cubierto se inauguró el 15 de diciembre de 1957. Fue construido por la Diputación Foral de Guipúzcoa en el contexto del Día de los Municipios de Guipúzcoa. En el partido inaugural Atano X y Atano IX ganaron 20-17 a Atano III y Atano IV.
Al ser uno de los pocos frontones cubiertos de Guipúzcoa, había gran afluencia de gente foránea que se acercaba a jugar, hasta que en la década de 1980 se comenzaron a construir frontones cubiertos en todos los pueblos de la provincia.

#### Otros lugares de interés

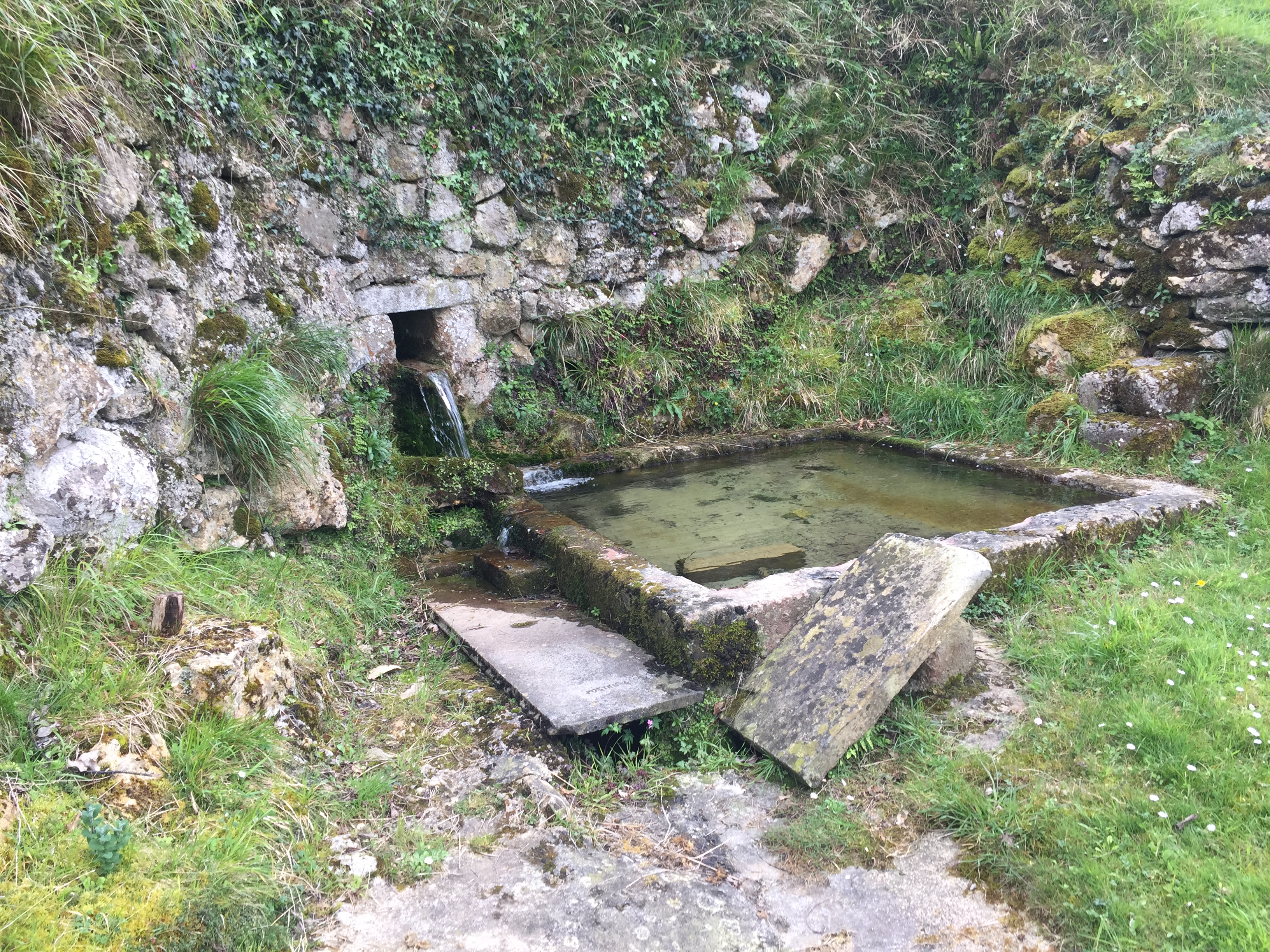
Fuente-lavadero del caserío Etxabeguren Berri en el barrio Azaldegi

- Son algunos elementos del patrimonio etnográfico de Alquiza, como la calera de Intxarraundiaga, las fuentes-lavaderos de Altzorbe y Etxabeguren Berri, el sistema de canales de recogida de agua del molino Goiko Errota, las calzadas o caminos de narria de Illumbe, Askantxo y Lakapide, la presa de Elektralkiza y el muro de la huerta del caserío Mariategi.
- Centro de interpretación Fagus-Alquiza. Es la puerta a la Zona de Especial Conservación (red Natura 2000) Hernio-Gazume.[33]

## Personas destacadas
- Martin Díez de Liatzasolo (1500-1883), escultor
- Ambrosio de Bengoechea (1551-1625), escultor y retablista
- Miguel de Irazusta (1665-1743), arquitecto y primer alcalde de Alquiza